# Cantar de mio Cid
El Cantar de mio Cid (tạm dịch Trường ca El Cid) hay El Poema de mio Cid là một bản anh hùng ca được viết bằng tiếng Tây Ban Nha cổ. Bản trường ca này viết về cuộc đời anh hùng Rodrigo Díaz de Vivar (được tôn vinh là El Cid) và cuộc chiến đấu chống lại quân Moor từ phương Nam đến tái xâm lược bán đảo Iberia (giai đoạn Reconquista). El Cantar de mio Cid được tôn vinh là bản trường ca dân tộc của vương quốc Tây Ban Nha. Bản văn tự cổ nhất El Cantar de mio Cid có niên đại từ thời Trung Cổ và hiện nay được lưu giữ ở Thư viện Quốc gia Tây Ban Nha.